# Mihail Racoviță-Cehanu
Mihail Racoviță-Cehanu (n. 5 noiembrie 1868 – d. 13 iulie 1954, Închisoarea Sighet) a fost un general român, care a îndeplinit funcția de inspector general al Jandarmeriei Române (1920-1922).

## Biografie
Mihail Racoviță-Cehanu s-a născut la data de 5 noiembrie 1868.
În perioada 1920-1922, generalul de brigadă Mihail Racoviță-Cehanu a îndeplinit funcția de inspector general al Jandarmeriei Române. A fost membru al Partidului Agrar și deputat de Putna și Ismail.
A fost înaintat la gradul de general de divizie cu începere de la data de 8 iunie 1940.
A fost arestat în noaptea de 5/6 mai 1950, la vârsta de 84 de ani. A fost întemnițat în penitenciarul Sighet, în condiții de exterminare, fără medicamente. A murit în detenție la data de 13 iulie 1954, fiind aruncat în groapa comună din cimitirul săracilor din Sighet.
În prezent Inspectoratul Județean de Jandarmi Vaslui poartă numele generalului de brigadă Mihail Racoviță.